# (8223) Bradshaw
(8223) Bradshaw est un astéroïde de la ceinture principale.

## Description
(8223) Bradshaw est un astéroïde de la ceinture principale. Il fut découvert le 6 août 1996 à Prescott par Paul G. Comba. Il présente une orbite caractérisée par un demi-grand axe de 2,73 UA, une excentricité de 0,23 et une inclinaison de 9,5° par rapport à l'écliptique.

## Compléments